# 조병돈
조병돈(趙炳敦, 1949년 1월 24일 ~ )은 대한민국의 공무원 출신 정치인이다. 1967년 9급 공무원으로 공직을 시작해 민선 4·5·6기 경기도 이천시장을 역임하였다.

## 학력
- 이천남국민학교 졸업
- 이천중학교 졸업
- 이천제일고등학교 토목학과 졸업
- 한경국립대학교 토목공학과 공학사
- 한경국립대학교 산업대학원 토목공학 석사

## 경력
- 양평군, 이천시, 경기도 근무(‘67~’87)
- 양평군청 건설과장(‘87)
- 화성군청 건설과장(‘88)
- 경기도 치수과 방재계장(‘91)
- 경기도 건설국 도로과 시설1,2 도로계획계장(’93)
- 이천시 건설도시국장(’96)
- 경기도 환경국 상하수관리과장(‘99)
- 경기도 건설계획과장(‘00)
- 경기도 지역개발국장(’01)
- 중앙공무원교육원 고위정책과정 이수(‘03)
- 경기도 건설본부장(‘04)
- 이천시 부시장(‘05)
- 전국평생학습도시협의회 회장('06.09 ~ '08.08)
- 민선 제4기 이천시장('06.07 ~'10.06)(한나라당)
- 유네스코한국위원회 교육분과위원('07.03 ~ 현재)
- 민선 제5기 이천시장(2010년 7월 ~ 2014년 6월)(한나라당 → 새누리당 → 새정치민주연합)
- 민선 제6기 이천시장(2014년 7월 ~ 2018년 6월)(새정치민주연합 → 더불어민주당 )

## 수상
- 모범공무원('83, 경기도지사)
- 녹조근정훈장('92, 대통령)
- 홍조근정훈장('06, 대통령)
- 2007 제5회 대한민국 환경문화대상 지방자치행정부문 환경행정대상
- 2010 제17회 대한민국연예예술상 연예예술발전상

## 저서 및 논문
- 논문: 황구지천 수직교 지점에서의 최적 단위도 및 침투율의 결정(2005)
- 저서: 희망 그 찬란한 행복의 아침(2010)

## 역대 선거 결과
|  | 55.22% |

|  | 63.73% |

|  | 39.87% |